# ستيفن ر. كارتر
ستيفن ر. كارتر (بالإنجليزية: Steven R. Carter)‏ هو أكاديمي أمريكي، ولد في 1942.